# Sposalizio della Vergine (Salmeggia)
Lo Sposalizio della Vergine è un dipinto olio su tela realizzato da Enea Salmeggia nel 1599, conservato come pala dell'altare dedicato a san Giuseppe progettato da Pellegrino Tibaldi del duomo di Milano.

## Storia e descrizione
Il dipinto fu commissionato al pittore nembrese con atto del 16 luglio 1598, come indicato nei registri conservati nell'archivio della Veneranda Fabbrica del Duomo di Milano. L'anno successivo, il 6 marzo 1599, il pittore ottenne un pagamento in acconto, mentre il lavoro fu saldato il 12 dicembre 1601, quando il dipinto era probabilmente già ultimato e posto sull'altare. Malgrado la documentazione precisa il dipinto fu considerato lavoro di Federico Zuccari. Fu Agostino Santagostino a pubblicare nel 1747 che il dipinto era opera dello Zuccari che aveva eseguito per il duomo San Pietro che visita in carcere santa Agata commissionatogli nel 1597 per essere poi consegnato nel 1601, quindi eseguito successivamente al lavoro del Salmeggia e a cui questi non si poteva certo ispirare. Questa informazione errata fu poi inserita in tutte le guide. Fu poi Wart Arslan a riconoscerne l'autore: 

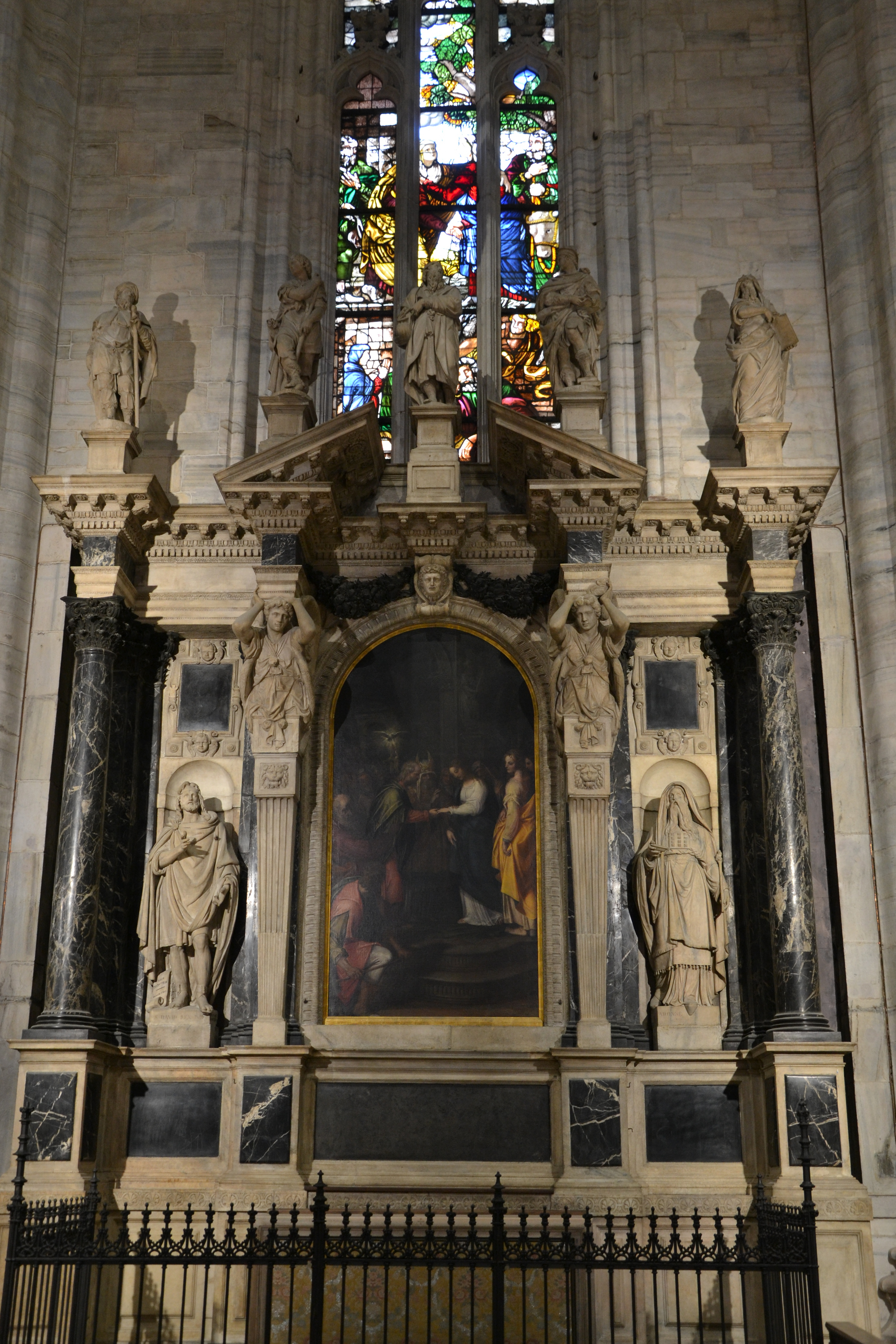
Duomo (Milano) Pellegrino Tibaldi - Altare di San Giuseppe

Contrariamente, la tela ha assonanze più milanesi con i lavori del Luini e di Cesare da Sesto che l'artista ben conosceva. Presenta infatti assonanze con l'affresco Matrimonio della Vergine che il Luini eseguì per il santuario della Beata Vergine dei Miracoli di Saronno. L'opera ha forme cinquecentesche con una disposizione in diagonale ascendente delle figure secondo un calcolo della composizione assestata nel modulo circolare della tela a tutto sesto. I disegni preparatori sono conservati all'Accademia Carrara di Bergamo, per la parte che raffigura il vecchio posto a sinistra in secondo piano, e al British Museum di Londra, e ben spiegano la complessità dello sviluppo dell'opera.

Enea Salmeggia aveva collaborato con il Peterzano, che gli aveva chiesto di realizzate il dipinto dell'Annunciazione della certosa di Garegnano; questo lo portò a conoscere personaggi importanti dell'arte milanese come il Daverio, scultore presso il duomo, di cui sposò la sorella, e a lui forse si deve la commissione della tela. La tela doveva essere posta sull'altare voluto dalla congregazione di San Giuseppe istituita nella metà del Quattrocento e che avrà il giuspatronato fino al 1773: 
La tela fu restaurata nel biennio 2008-2010, a opera di Anna Valeria Soragna e Bianca Alberti, in quanto presentava un calo di colore nonché danni al tessuto che richiedevano un intervento. Il soggetto del matrimonio della Vergine venne ripreso successivamente in un dipinto conservato a Roma nel Galleria nazionale d'arte antica di palazzo Corsini.